# Paweł Najdek
Paweł Najdek, né le 9 avril 1973 à Nowy Tomyśl est un haltérophile polonais qui concourt dans la catégorie des plus de 105 kg. Dans cette catégorie, il a remporté plusieurs médailles lors des Championnats d'Europe d'haltérophilie.

## Carrière

### Haltérophilie aux Jeux olympiques
- Jeux olympiques de 2000 à Sydney
  - 7e avec un total à 430 kg
- Jeux olympiques de 2004 à Athènes
  - 6e avec un total à 425 kg

### Championnats d'Europe d'haltérophilie
- Championnats d'Europe 2007 à Strasbourg
  -  Médaille de bronze en plus de 105 kg.
- Championnats d'Europe 2006 à Władysławowo
  -  Médaille de bronze en plus de 105 kg.
- Championnats d'Europe 2002 à Antalya
  -  Médaille d'argent en plus de 105 kg.
- Championnats d'Europe 2001 à Trenčín
  -  Médaille d'argent en plus de 105 kg.